# Leonard Cheshire

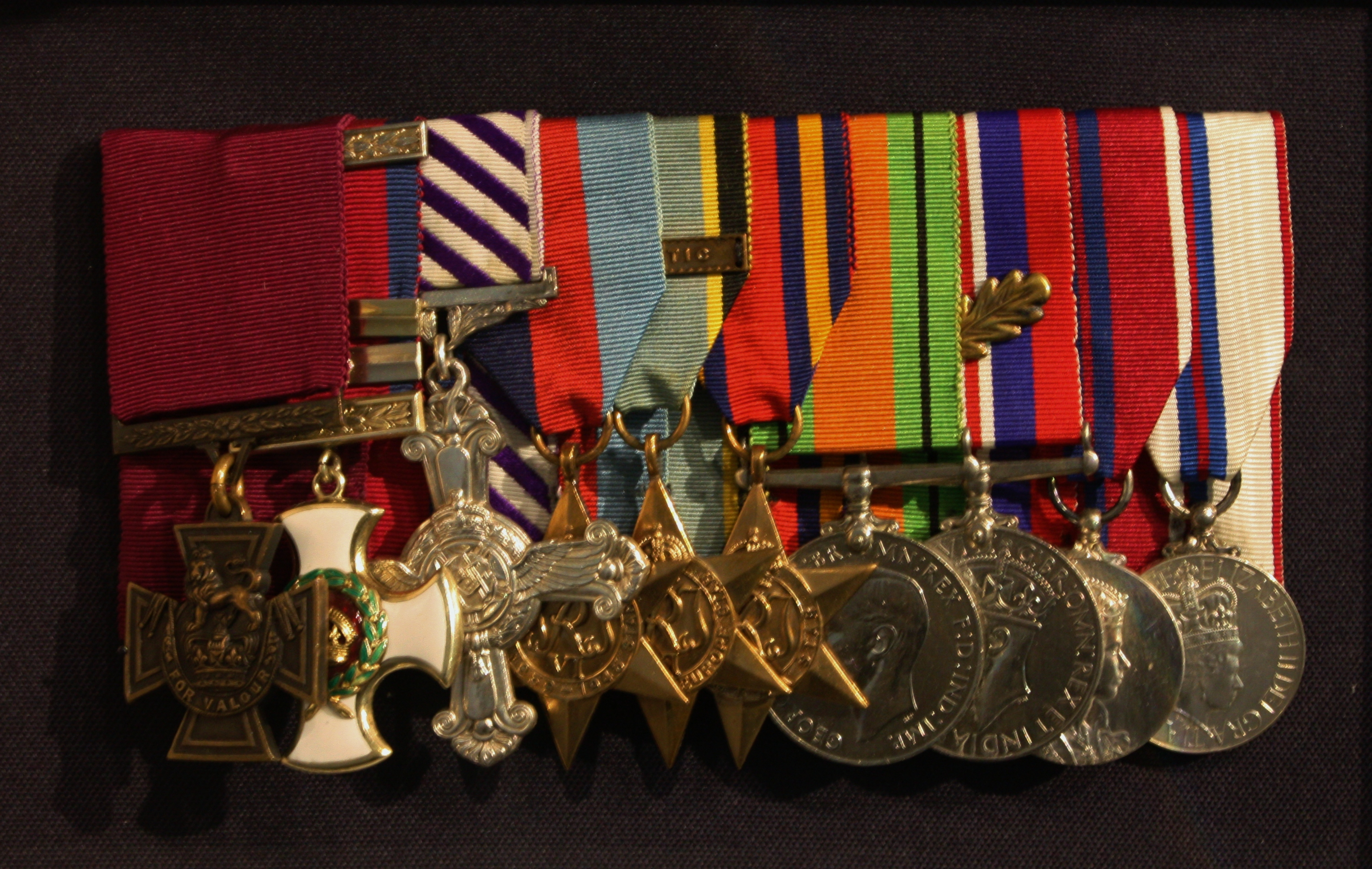
Vyznamenání Leonarda Cheshire v Imperial War Museum

Leonard Cheshire, baron Cheshire, VC, OM, DSO**, DFC (7. září 1917 Chester – 31. července 1992 Cavendish, Suffolk) byl britský válečný pilot, nejvíce vyznamenávaný britský letec za druhé světové války.[zdroj⁠?!]
Za své zásluhy pilota bombardéru byl vyznamenán Viktoriiným křížem (Victoria Cross), nejvyšším vyznamenáním, jaké může britský voják získat. Po válce se začal věnovat charitativní činnosti, roku 1948 založil Leonard Cheshire Disability, největší charitativní organizaci v Británii.[zdroj⁠?!] Jeho první ženou byla americká herečka Constance Binneyová, druhou pak známá charitativní pracovnice Sue Ryder.